# Levante de Novembro

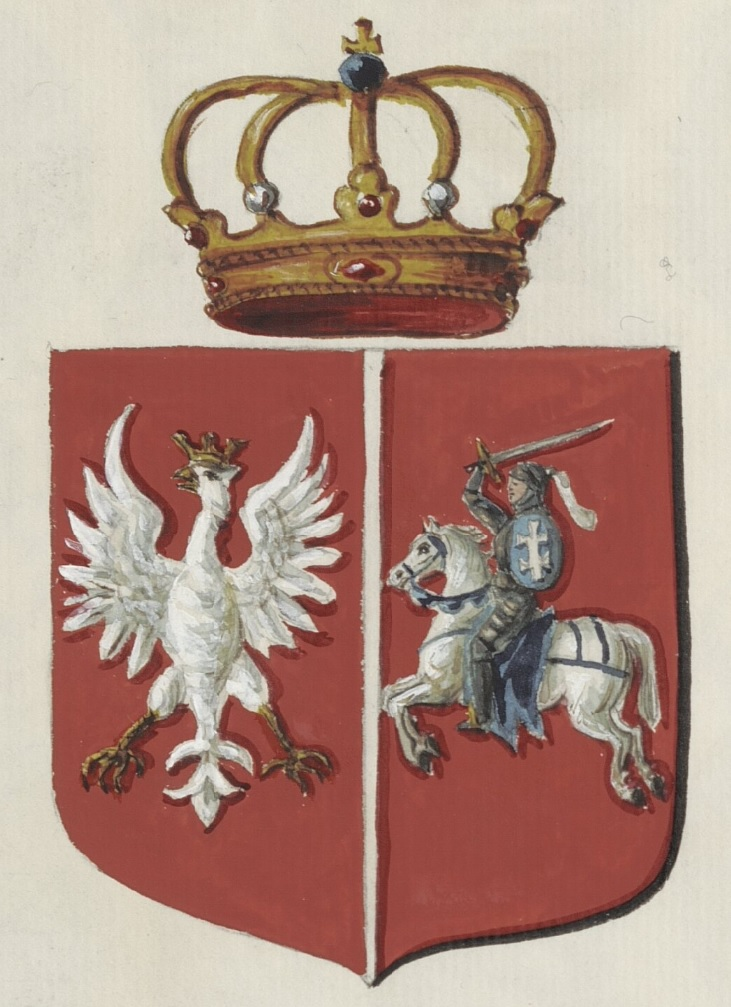

O Levante de Novembro (1830-1831) — também conhecido como a Revolução dos Cadetes — foi uma revolta armada contra o domínio russo na Polônia.
Começou em 29 de novembro de 1830 em Varsóvia por um grupo de jovens conspiradores da escola de oficiais do exército em Varsóvia e que logo foram apoiados por boa parte da sociedade polonesa. Apesar de obter algumas vitórias locais, o levante foi finalmente sufocado pelo exército russo, numericamente superior, por ordem de Ivan Paskevich.
Durante as Guerras Napoleônicas, Napoleão Bonaparte expulsou a Áustria e a Prússia da Polônia fundando o Ducado de Varsóvia ganhando um grande apoio do povo polonês que via os franceses como libertadores, que reverteriam as Partições da Polônia. Após a desastrosa Invasão Francesa da Rússia a Rússia ocupou o Ducado de Varsóvia tomando através do Congresso de Viena terras antes pertencentes a Áustria e a Prússia e dando autonomia ao país na tentativa de conter os ânimos revolucionários. Os antigos oficiais poloneses a serviço de Napoleão continuaram a servir sob o domínio da Rússia. Após a morte do czar Alexandre I o seu irmão Nicolau I assumiu o trono e começou a revogar a autonomia polaca. O estopim para a revolta foram rumores possíveis embora não comprovados de que tropas russas atravessariam o território polaco para suprir a Revolução de Julho e a Revolução Belga. Tanto o Parlamento quanto o Exército Polonês se declararam a favor da rebelião e o vice-rei Constantino Pavilovich irmão do czar foi forçado a fugir. Após a supressão da revolta a autonomia polonesa foi revogada como punição e qualquer possibilidade de invasão da França e especialmente da Bélgica foi dissipada com as tropas russas amarradas na Polônia. 